# نوکیا لومیا ۸۲۰
نوکیا لومیا ۸۲۰ یک تلفن هوشمند مجهز به سیستم عامل ویندوز فون ۸٫۱ ساخت شرکت نوکیا می‌باشد. این گوشی جانشین گوشی لومیا ۸۰۰ می‌باشد و در کنار گوشی لومیا ۹۲۰ جز اولین گوشی‌های مجهز به سیستم عامل ویندوزفون ۸٫۱ در زمان خود بوده‌است. این گوشی در ۹ اکتبر سال ۲۰۱۲ با شباهت زیادش با گوشی لومیا ۸۱۰ و در رنگ‌های مشکی، خاکستری، قرمز، زرد، سفید، آبی، بنفش عرضه شد.

## ویژگی
این تلفن همراه این اجازه را به کاربران می‌دهد که قاب پشت تلفن را در صورت خراشیده شدن یا شکستن با قاب جدیدی تعویض کنند، که یک مزیت در برابر بدنه گوشی‌های رقیب مانند آیفون یا حتی مدل‌های دیگری از لومیا مانند لومیا ۹۲۰ یا لومیا ۹۲۵ می‌باشد، همچنین این ویژگی این امکان را به کاربران می‌دهد تا در صورت از بین رفتن باتری آن را تعویض کنند.